# Zillimata
Zillimata is een geslacht van spinnen uit de familie mierenjagers (Zodariidae).

## Soorten
Het geslacht kent de volgende soort:
- Zillimata scintillans (O. P.-Cambridge, 1869)